# Umbogrella minuta
Genre
Espèce
Umbogrella minuta, unique représentant du genre Umbogrella, est une espèce d'opilions eupnois de la famille des Sclerosomatidae.

## Distribution
Cette espèce est endémique de Birmanie.

## Publication originale
- Roewer, 1955 : « Indoaustralische Gagrellinae (Opiliones, Arachnidae). (Weitere Weberknechte XVIII). 3. Teil. » Senckenbergiana Biologica, vol. 36, p. 71–121.